# Марджанішвілі Костянтин Олександрович
Костянтин Олександрович Марджанішвілі, груз. კოტე მარჯანიშვილი), Коте Марджанішвілі; часто на російський манер Костянтин Марджанов; (*28 травня (9 червня) 1872, Кварелі, Російська імперія — †17 квітня 1933, Москва, СРСР) — російський, грузинський і радянський режисер театру і кіно, засновник грузинського театру, Народний артист Грузинської РСР (1931).

## Родина
Батько — Олександр Андрійович Марджанішвілі, офіцер російської армії, інженер-будівельник за освітою, чудово знав літературу, сам писав вірші, займався перекладами. Помер, коли Коте ще не було чотирьох років.
Мати — Єлизавета Соломонівна, до шлюбу Чавчавадзе була всебічно освіченою жінкою, володіла мовами, любила і добре розуміла літературу і музику.
Коли Коте був в четвертому класі гімназії, протягом короткого часу він втратив матір і двох сестер. Третя сестра — Тамара Марджанішвілі, схіігуменя Фамарь (1869—1936), була близька з великою княгинею Єлизаветою Федорівною Романовою та з імператорською родиною. Тому після революції зазнала гоніння, арешту та заслання до Сибіру.
Дружина — Надія Дмитрівна, до шлюбу Живокіні. Народила двох дочок. Старшу на честь сестри назвали Тамарою. Дівчата померли у 1902 році, але незабаром (13 (26) серпня 1903) народила першого сина — Костянтина.

## Ранні роки
Свої перші театральні виступи Коте Марджанішвілі влаштовував у батьківській хаті в Кварелі. Театральною залою було приміщення для зберігання вина, глядачами ставали кахетинські селяни.
У 1893 році Коте Марджанішвілі стає актором. Він дебютує на сцені професійного театру в Кутаїсі і незабаром їде до Росії. Він їздить по містах і селах: Харків, Іркутськ, Баку, Вятка. Незабаром і не без успіху він пробує себе в ролі режисера.
У 1904-му в Ризі Коте знайомиться з Горьким. Пізніше, дізнавшись, що Горький заарештований, Марджанішвілі збирає земляків і намагається звільнити письменника, але їх невеличкий загін зазнає невдачі.
Навесні 1910 року режисера Костянтина Марджанова запрошують у Московський художній театр. Він допомагає Немировичу-Данченко ставити «Братів Карамазових» за Достоєвським (1910), ставить п'єси «У життя в лапах» Гамсуна (1911) та «Пер Гюнт» Ібсена (1912).
У 1913 році Коте несподівано для всіх залишає Художній театр і починає власну театральну справу — «Вільний театр». Цей театр мав охоплювати всі види сценічного мистецтва. Для фінансування проекту Марджанішвілі запросив свого родича — мільйонера В. В. Суходольського.
Проіснував театр лише рік, після чого був закритий з фінансових причин та через конфлікт Марджанова з В. В. Суходольським. На сцені «Вільного театру» було поставлено всього п'ять вистав: опера М. Мусоргського «Сорочинський ярмарок» (постановка О. А. Саніна), оперета Ж. Оффенбаха «Прекрасна Єлена» (постановка Марджанова), пантоміма А. Шніцлера — Е. Донаньї «Покривало П'єретти» (постановка О. Я. Таїрова), «Жовта кофта» Бенрімо і Дж. Хазельтона (постановка О. Я. Таїрова), драма А. Доде (з музикою Ж. Бізе) «Арлезіанка».
Після закриття «Вільного театру» Марджанов керував театром у Ростові-на-Дону (1914—1915) та театром «Буфф» в Петрограді (1916—1917).
Похований в пантеоні Мтацмінда.

## Післяреволюційні роки
В 1919 був одним з організаторів Київського оперного театру «Музична драма».

## Фільмографія[5]

### Режисер
- 1916 — Любов всесильна
- 1924 — Буревісники
- 1927 — Гогі Ратіані
- 1927 — Закон і обов'язок
- 1927 — Мачуха Саманішвілі (спільно з Закарієм Берішвілі)
- 1928 — Овід

### Сценарист
- 1924 — Буревісники
- 1927 — Закон і обов'язок
- 1928 — Овід (спільно з Віктором Шкловським)
- 1929 — Трубка комунара

## Визнання і нагороди
- Народний артист Грузинської РСР (1931)[1]
- Ім'ям Марджанішвілі в Тбілісі названо:
  - площу,
  - вулицю,
  - станцію метро,
  - академічний театр.